# Looking Glass (Luftgestütztes Kommandozentrum)
Looking Glass ist die Tarnbezeichnung für das luftgestützte Kommandozentrum des Strategic Command für die US-Atomstreitkräfte (englisch Airborne Nuclear Command Post, ABNCP). 

## Allgemein

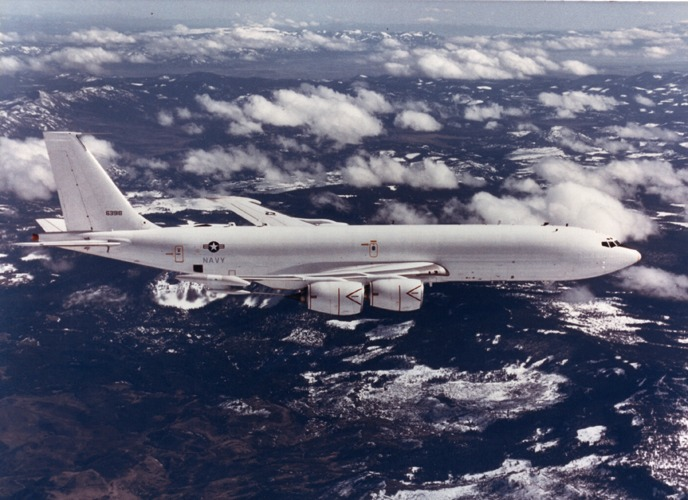
E-6 Mercury der US-Navy

Looking Glass bezeichnet ein Flugzeug vom Typ Boeing E-6 B (auch E-6 B Mercury genannt), das als fliegender Befehlsstand fungiert, um im Kriegsfall den Einsatz sämtlicher Kernwaffenträger (U-Boote, Bomber und landgestützte Raketen) zu leiten. Der Name Looking Glass rührt daher, dass dieses Flugzeug die landgestützten Kommando-, Kontroll- und Kommunikationseinrichtungen in sich vereint und quasi spiegelt (deren Redundanz gewährleistet). Damit wird sichergestellt, dass auch bei partiellem oder totalem Verlust dieser die National Command Authority in der Lage ist, weiter Atomwaffen zu kontrollieren.

## Geschichte
Das heute deaktivierte Strategic Air Command begann am 3. Februar 1961 mit umgebauten Boeing KC-135 (Bezeichnung: EC-135) mit der Vorhaltung eines rund um die Uhr in der Luft befindlichen ABNCP. Seit diesem Zeitpunkt war während des Kalten Krieges fast 30 Jahre lang permanent mindestens eines der Looking-Glass-Flugzeuge in der Luft. Dabei wurden über 281.000 Flugstunden ohne Unfall erbracht.
Am 24. Juli 1990 wurde das Konzept der ständigen Bereitstellung eines in der Luft befindlichen ABNCP infolge der Abschwächung der nuklearen Bedrohungslage bedingt durch die politischen Veränderungen in der Sowjetunion aufgegeben. Seitdem wird nur noch eine Maschine rund um die Uhr in voller Alarmbereitschaft am Boden vorgehalten.
Am 1. Oktober 1998 übernahm die US Navy die Aufgabe der Air Force mit eigenen E-6 B Mercury (TACAMO).